# Natural History: The Very Best of Talk Talk
Natural History: The Very Best of Talk Talk es un álbum recopilatorio del grupo británico Talk Talk editado en 1990. Fue el éxito de ventas del grupo por haber estado en los primeros lugares en las ventas de Inglaterra y Estados Unidos, fue el número 3.

## Lista de canciones
"Today" (Brenner/Harris/Hollis/Webb) – 3:30 
"Talk Talk" (Hollis/Hollis) – 3:15 
"My Foolish Friend" (Brenner/Hollis) – 3:18 
"Such a Shame" (Hollis) – 5:22 
"Dum Dum Girl" (Friese-Greene/Hollis) – 4:02 
"It's My Life" (Friese-Greene/Hollis) – 3:51 
"Give It Up" (Friese-Greene/Hollis) – 5:19 
"Living in Another World" (Friese-Greene/Hollis) – 7:00 
"Life's What You Make It" (Friese-Greene/Hollis) – 4:25 
"Happiness Is Easy" (Friese-Greene/Hollis) – 6:29 
"I Believe In You" (Friese-Greene/Hollis) – 5:55 
"Desire" (Friese-Greene/Hollis) – 6:56 
"Life's What You Make It" [live from the Hammersmith Odeon (Friese-Greene/Hollis) – 4:40 
"Tomorrow Started" [live from the Hammersmith Odeon] (Hollis) – 7:45 
Obtenido de "http://ca.wikipedia.org/wiki/Natural_History:_The_Very_Best_of_Talk_Talk"
- Datos: Q1938747